# Hipodrom im. 14 Pułku Ułanów Jazłowieckich w Morawie
Hipodrom im. 14 Pułku Ułanów Jazłowieckich – hipodrom w Morawie niedaleko Strzegomia, w Polsce. Obiekt powstał w latach 70. XX wieku. Użytkowany jest przez klub jeździecki LKS Stragona Strzegom. Hipodrom, uzupełniony przez pobliski Ośrodek Jeździecki Stragona, stanowi ważny ośrodek sportów jeździeckich, na którym odbywają się liczne zawody rangi krajowej i międzynarodowej. Obiekt nazwany jest na cześć 14 Pułku Ułanów Jazłowieckich.

## Historia
19 listopada 1973 roku przy Stadninie Koni Strzegom została założona Sekcja Jeździecka LZS. Klub zajął się również organizacją zawodów jeździeckich, które początkowo przeprowadzano w Strzegomiu oraz okolicznych miastach (Żarów, Świdnica czy Bielawa). Wkrótce jednak klub utworzył własny obiekt do rozgrywania zawodów jeździeckich. Nowy hipodrom powstał w Morawie, niewielkiej wsi położonej blisko Strzegomia.
Po zawodach regionalnych na obiekcie zaczęto organizować Mistrzostwa Polski w WKKW, a także Grand Prix Polski. W 2003 roku na hipodromie odbyły się po raz pierwszy zawody z cyklu Pucharu Świata w WKKW. Odtąd zawody te, znane jako Strzegom Horse Trials, odbywają się co roku. W 2009 roku były one zawodami kończącymi roczny cykl (tzw. Finał Pucharu Świata w WKKW). Relację z ostatniego dnia tych zawodów, pokazywaną w TVP2, obejrzało ponad 1,1 mln widzów. Na arenie odbywały się również zawody z cyklu Pucharu Narodów w WKKW, a także Mistrzostwa Europy Juniorów (2012), Mistrzostwa Europy Młodych Jeźdźców (2014) i Mistrzostwa Europy Seniorów (2017).